# Giro del Friuli 1992
Il Giro del Friuli 1992, diciannovesima edizione della corsa, si svolse il 9 maggio 1992 su un percorso di 205 km. La vittoria fu appannaggio dell'italiano Alessandro Giannelli, che completò il percorso in 5h07'00", alla media di 40,065 km/h, precedendo il connazionale Marco Lietti e il belga Luc Roosen.

## Ordine d'arrivo (Top 10)
| Pos. | Corridore            | Squadra                          | Tempo    |
| ---- | -------------------- | -------------------------------- | -------- |
| 1    | Alessandro Giannelli | Carrera-Vagabond-Tassoni         | 5h07'00" |
| 2    | Marco Lietti         | Ariostea                         | a 0'08"  |
| 3    | Luc Roosen           | Tulip Computers-Koga             | s.t.     |
| 4    | Luboš Lom            | Italbonifica                     | s.t.     |
| 5    | Endrio Leoni         | Jolly-Club 88                    | s.t.     |
| 6    | Andrea Ferrigato     | Ariostea                         | s.t.     |
| 7    | Stefano Colagè       | ZG Mobili                        | s.t.     |
| 8    | Angelo Canzonieri    | Mercatone Uno-Zucchini-Medeghini | s.t.     |
| 9    | Bruno Cenghialta     | Ariostea                         | s.t.     |
| 10   | Luigi Furlan         | Chazal-Vanille et Mure-Vetta     | s.t.     |